# Введенский, Иринарх Иванович
Ирина́рх Ива́нович Введе́нский (21 ноября [3 декабря] 1813, Петровск, Саратовская губерния — 14 [26] июня 1855, Санкт-Петербург) — русский переводчик, литературный критик, педагог.

## Биография
Родился в семье бедного священника 21 ноября (3 декабря) 1813 года. Учился в Пензенском уездном духовном училище (1821—1828), около года прожив в бурсе, затем в Пензенской, потом в Самарской семинарии (1828—1834). Ещё ребёнком в доме помещика овладел французским языком; самостоятельно выучил английский, немецкий, итальянский языки, мог на них писать.

По-латыни Введенский писал и говорил так же легко, как и по-русски, и хотя выговаривал новейшие языки до неузнаваемости, писал по-немецки, по-французски, по-английски и по-итальянски в совершенстве.— А. А. Фет Воспоминания / Предисл. Д. Благого. Сост. и прим. А. Тархова. — М.: Правда, 1983. — С. 125—126.
Против своего желания стал учиться в Московской духовной академии и вскоре оставил её. В 1838 году поступил на второй курс 1-го отделения философского факультета Московского университета и одновременно преподавал в пансионе М. П. Погодина, где поощрял литературные занятия А. А. Фета. В 1840 году перешёл в Санкт-Петербургский университет. Познакомился с О. И. Сенковским и с 1841 года сотрудничал как переводчик и критик в его журнале «Библиотека для чтения».
Окончив в 1842 году университет со степенью кандидата, преподавал в военно-учебных заведениях. В конце 1840-х — начале 1850-х годов на «средах» на его квартире, во дворовом флигеле дома № 7 на Ждановской набережной, бывали Г. Е. Благосветлов, А. П. Милюков, П. С. Билярский, А. Н. Пыпин. Кружок Введенского оказал влияние на формирование взглядов Н. Г. Чернышевского. М. П. Погодин считал Введенского отцом русского нигилизма.
В 1853 году побывал за границей; мечтал встретиться в Лондоне с Ч. Диккенсом, которому в 1849 году отправил перевод романа «Домби и сын» и получил ответную записку, где Диккенс выразил желание познакомиться «с талантливым переводчиком», однако встреча не состоялась, поскольку писателя в то время не было в Лондоне.
После поездки Иринарх Иванович приступил к своим обычным занятиям; зрение продолжало слабеть, и в 1854 году ослеп, однако продолжил чтение лекций, а также готовил руководство для военно-учебных заведений, диктуя его текст жене. Со временем силы стали оставлять его, и на 42-м году жизни, 14 (26) июля 1855 года, Иринарх Иванович Введенский скончался. Погребён на Смоленском православном кладбище.

## Литературная деятельность
В 1840-х — 1850-х годах сотрудничал в журналах «Библиотека для чтения», «Северное обозрение», «Современник», «Отечественные записки». Рецензировал книги по различным областям знаний — по истории, славистике, этнографии. В статьях «Державин» («Северное обозрение», 1849, июль) и «Тредиаковский» (там же, ноябрь) раскрыл роль Г. Р. Державина и В. К. Тредиаковского в истории русской литературы.
Перевёл на русский язык роман Фенимора Купера «Дирслэйер» (то есть «Зверобой»; «Отечественные записки», 1848), «Джейн Эйр» Шарлотты Бронте («Отечественные записки», 1849). Особенное значение имела деятельность Введенского как переводчика Чарльза Диккенса и Уильяма Теккерея. Считается, что он создал популярность этих английских писателей у русских читателей.
Перевёл романы Диккенса «Торговый дом под фирмою „Домби и сын“» («Современник», 1849—1850), «Замогильные записки Пиквикского клуба» («Отечественные записки», 1849—1850), «Давид Копперфильд» («Отечественные записки», 1851), повесть «Договор с привидением» («Отечественные записки», 1849); роман Теккерея «Базар житейской суеты» (то есть «Ярмарка тщеславия»; «Отечественные записки», 1850). Перевёл также роман Каролины Нортон «Опекун» («Отечественные записки», 1852). 
Биограф Введенского Г. Е. Благосветлов утверждал: «Как переводчику английских романов ему принадлежит неоспоримо первое место в числе прежних и настоящих деятелей. Русская литература в первый раз приняла гениального Диккенса в его настоящем виде из рук Введенского.. .».  Перевод «Замогильных записок Пиквикского клуба», выполненный И. И. Введенским (1849—1850), в основе стратегии которого лежали эстетические и этические ценности русской натуральной школы, кардинально изменил литературную репутацию Диккенса, сформировав представление о нем как о глубоко-национальном писателе-новаторе, гении современности, близком по духу передовым исканиям русской литературы — своего рода британском Гоголе.
Введенский отвергал буквальный перевод в принципе, полагая, что при переводе художественного произведения следует глубоко проникнуть в суть идей и образов оригинального автора, а потом «перенести этого писателя под то небо, под которым вы дышите, и в то общество, среди которого вы развиваетесь». Однако, по словам Корнея Чуковского, Введенский приблизил русских читателей к творчеству Диккенса; не дав «его буквальных выражений», он дал «его интонации, его жесты, его богатую словесную мимику».